# Écrasez l’infâme

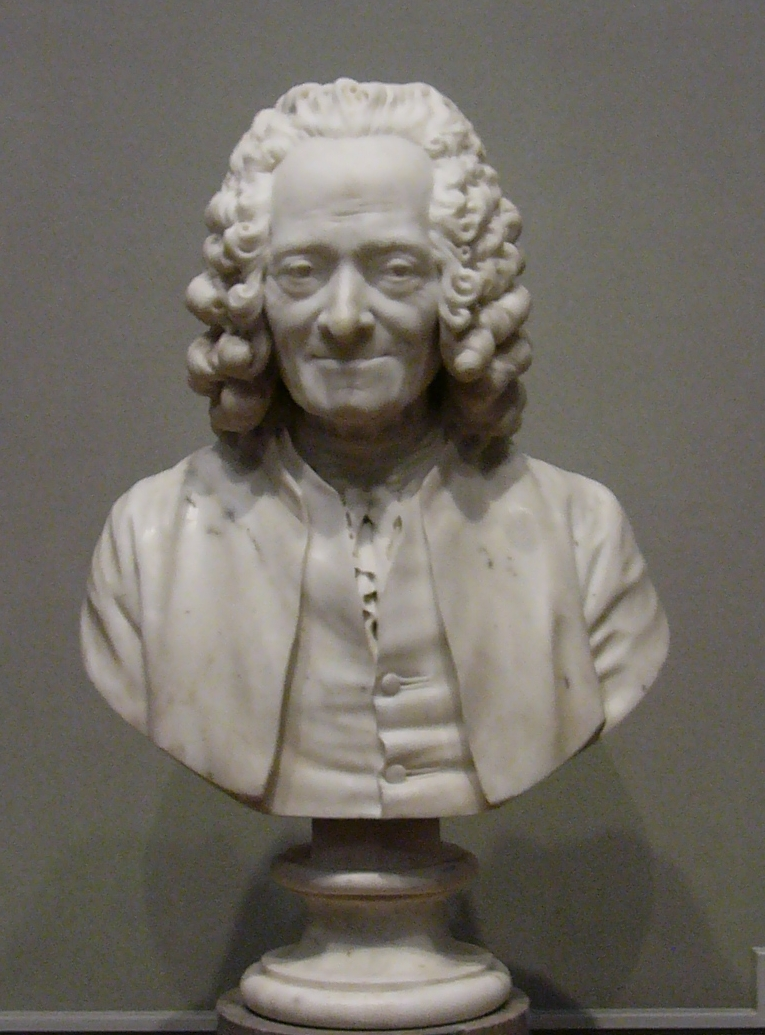
Busto de Voltaire

Écrasez l’infâme (português: Esmagar a infame) ou Écrasons l'infâme (português: Vamos esmagar a infame), abreviado Écr.l'inf. ou por vezes Ecrelinf, foi uma máxima que o filósofo iluminista Voltaire usou já em 1763 na conclusão das suas cartas. Este slôgane convidava assim os seus correspondentes a juntarem-se a ele na sua luta contra o obscurantismo, particularmente o religioso. 
Nicolas Ruault escolheu o pseudónimo "M. Ecrlinf" para publicar o seu Elogio a Voltaire em 1788.
Foi retomado por Friedrich Nietzsche contra o rousseaunismo e os revolucionários, acusando-os, através de meias verdades e de uma loucura apaixonada, de reprimir durante muito tempo o espírito da filosofia do Iluminismo e da teoria do desenvolvimento progressivo e, portanto, por analogia, serem pregadores obscurantistas.